# Rue de la Clef (Paris)
Pour les articles homonymes, voir Rue de la Clef.
La rue de la Clef est une voie située dans le quartier du Jardin-des-Plantes du 5e arrondissement de Paris.

## Situation et accès
Elle a pour particularité d'être composée de deux tronçons séparés, au niveau du carrefour avec la rue de Mirbel, par un mur de soutènement qui empêche un parcours continu.
La rue de la Clef est accessible par la ligne 7 aux stations Place Monge et Censier - Daubenton.

## Origine du nom
Elle doit son nom à l'enseigne d'un ancien commerce qui s'y trouvait.

## Historique
Elle est citée sous le nom de « rue de la Clef » et de « rue de la Miséricorde » dans un manuscrit de 1636.
L'arrêté du 2 avril 1868 a réuni les rues Vieille Notre-Dame et du Pont-aux-Biches à la rue de la Clef. Selon Jacques Hillairet, dans son Dictionnaire historique des rues de Paris, cette rue fut appelée « rue de la Miséricorde » avant de prendre son nom actuel.

## Bâtiments remarquables et lieux de mémoire
- Le cinéma d'art et d'essai La Clef, à l'angle de la rue Daubenton.
- No 25 : emplacement de la pension Savouré où furent élevés de nombreux hommes de lettres et politiques du XVIIIe siècle et du XIXe siècle[2].
- Détruite en 1899, la prison Sainte-Pélagie se situait entre le no 56 et la rue du Puits-de-l'Ermite.

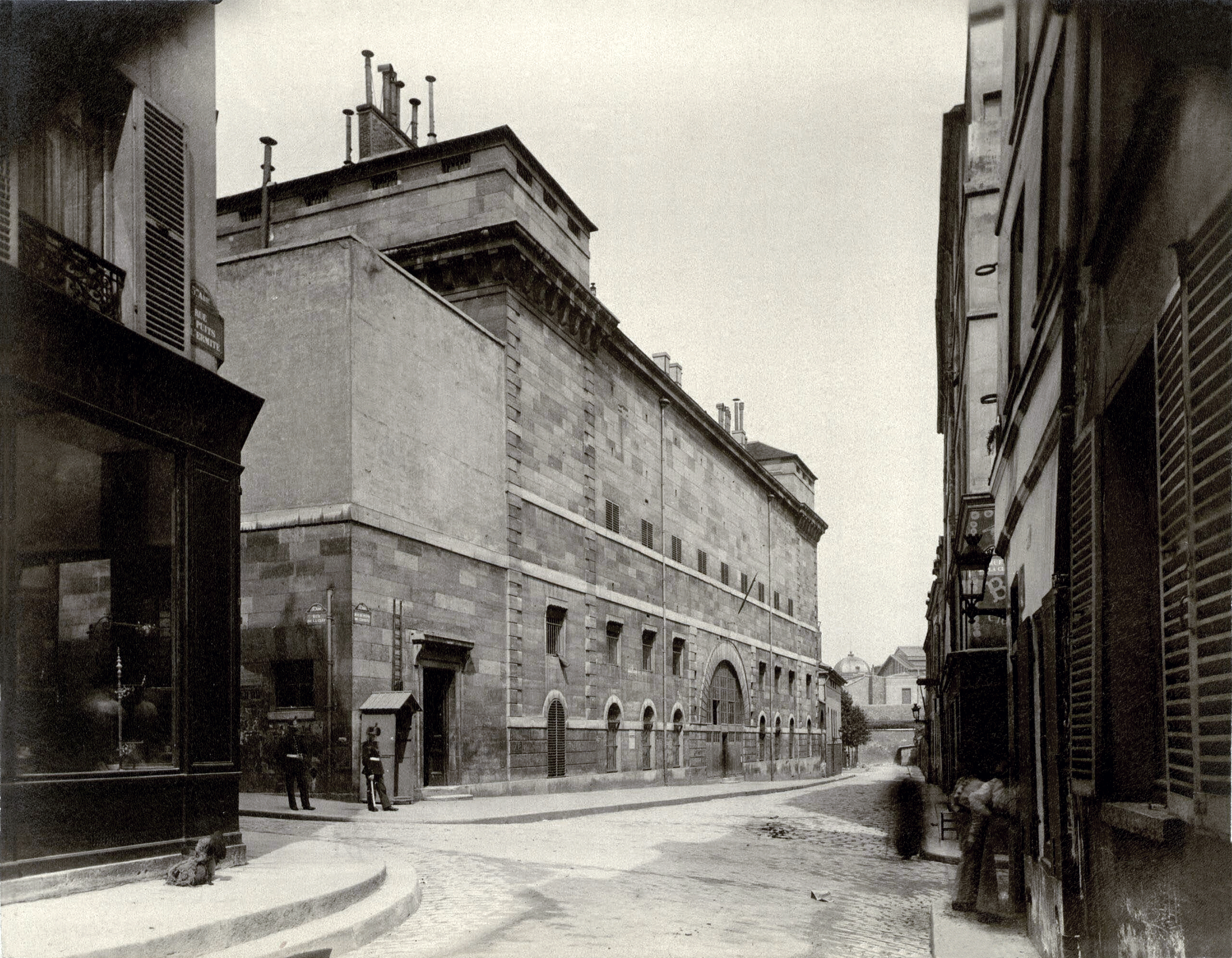
Prison Sainte-Pélagie (photographie d'Eugène Atget).

- Au no 56 se trouvait, également par la suite et jusqu'en 1965, l'entrée principale dans la boutique des laboratoires photographiques de Jean Georges Savonnet. Aujourd'hui en 2014, ce lieu est devenu un restaurant.
- Dans Le Caporal épinglé paru en 1947, l’écrivain Jacques Perret (1901-1992) raconte sa captivité en Allemagne à titre de prisonnier de guerre (1940-1942) : au dernier chapitre intitulé « Rue de la Clef, Paris, cinquième [arrondissement] », il regagne enfin son domicile situé dans cette rue, après une ultime évasion, réussie celle-là.
- La rue est le lieu où habite Fernand Jérôme, joué par Fernand Raynaud, dans le film La Bande à papa (1956) et où Archimède, interprété par Jean Gabin, se fournit en muscadet dans Archimède le clochard, film de Gilles Grangier, sorti en 1959.

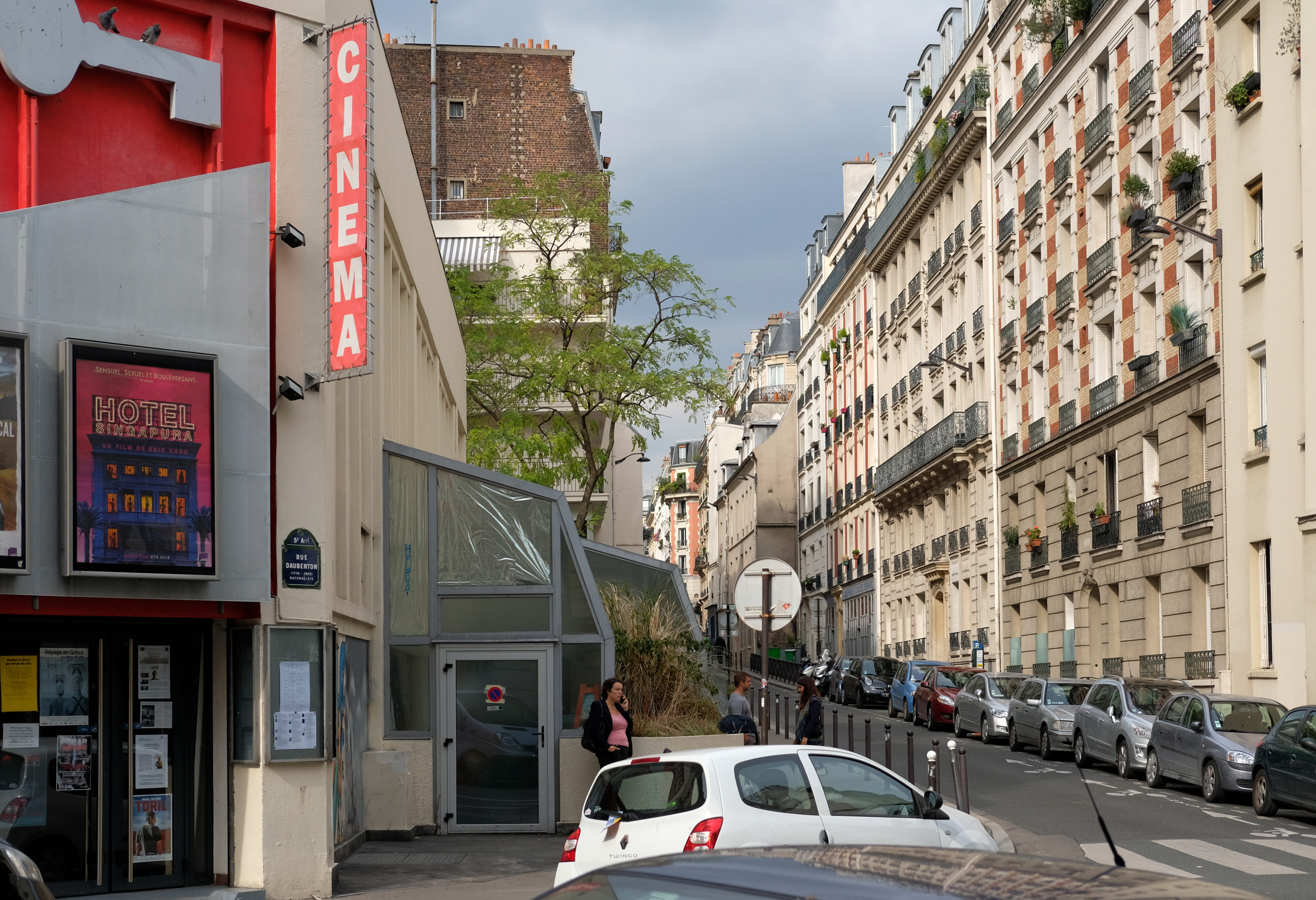
Cinéma La Clef, à l'angle de la rue Daubenton.
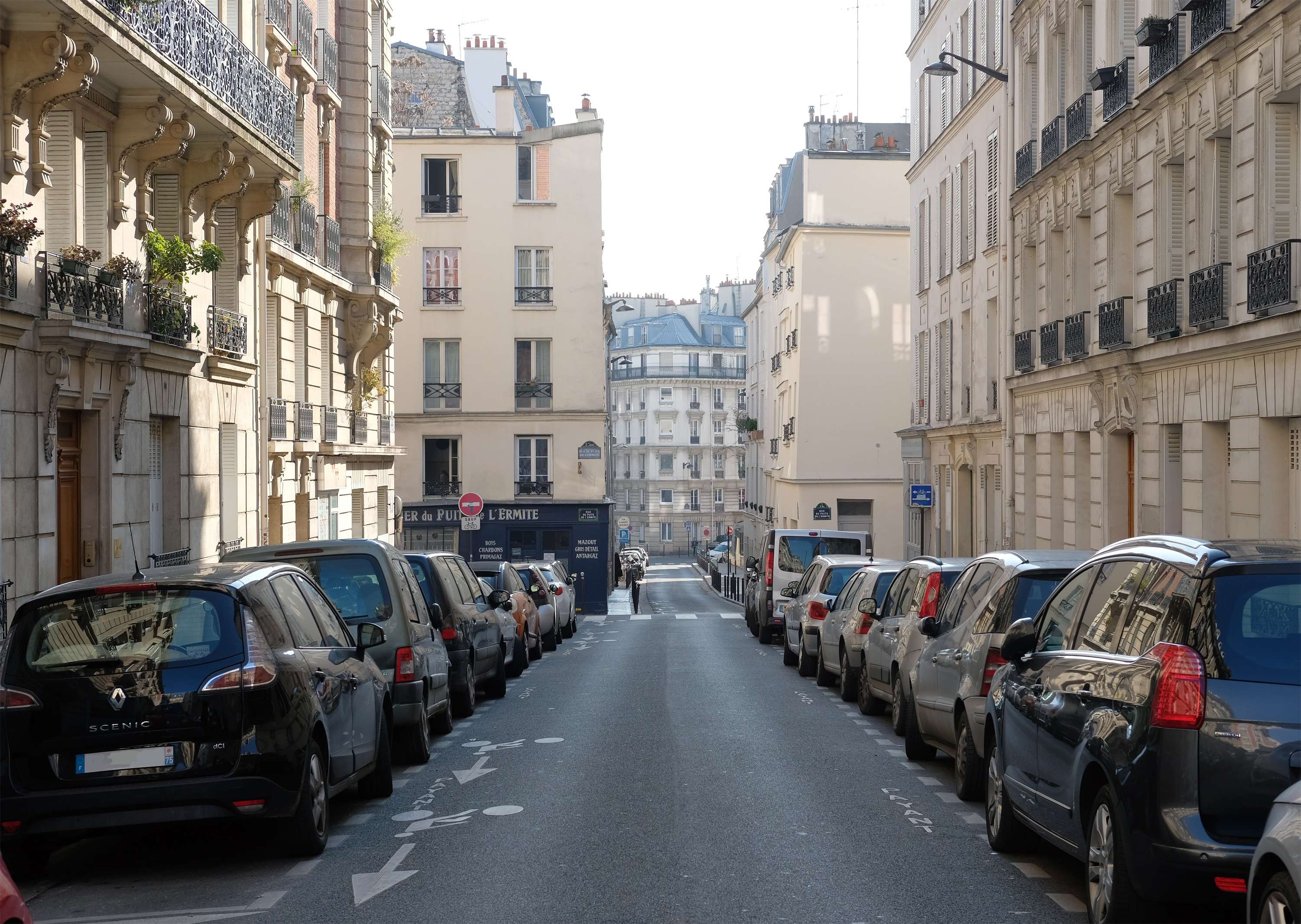
Rue de la Clef vue depuis la rue Lacépède.